# Hillbilly-Elegie

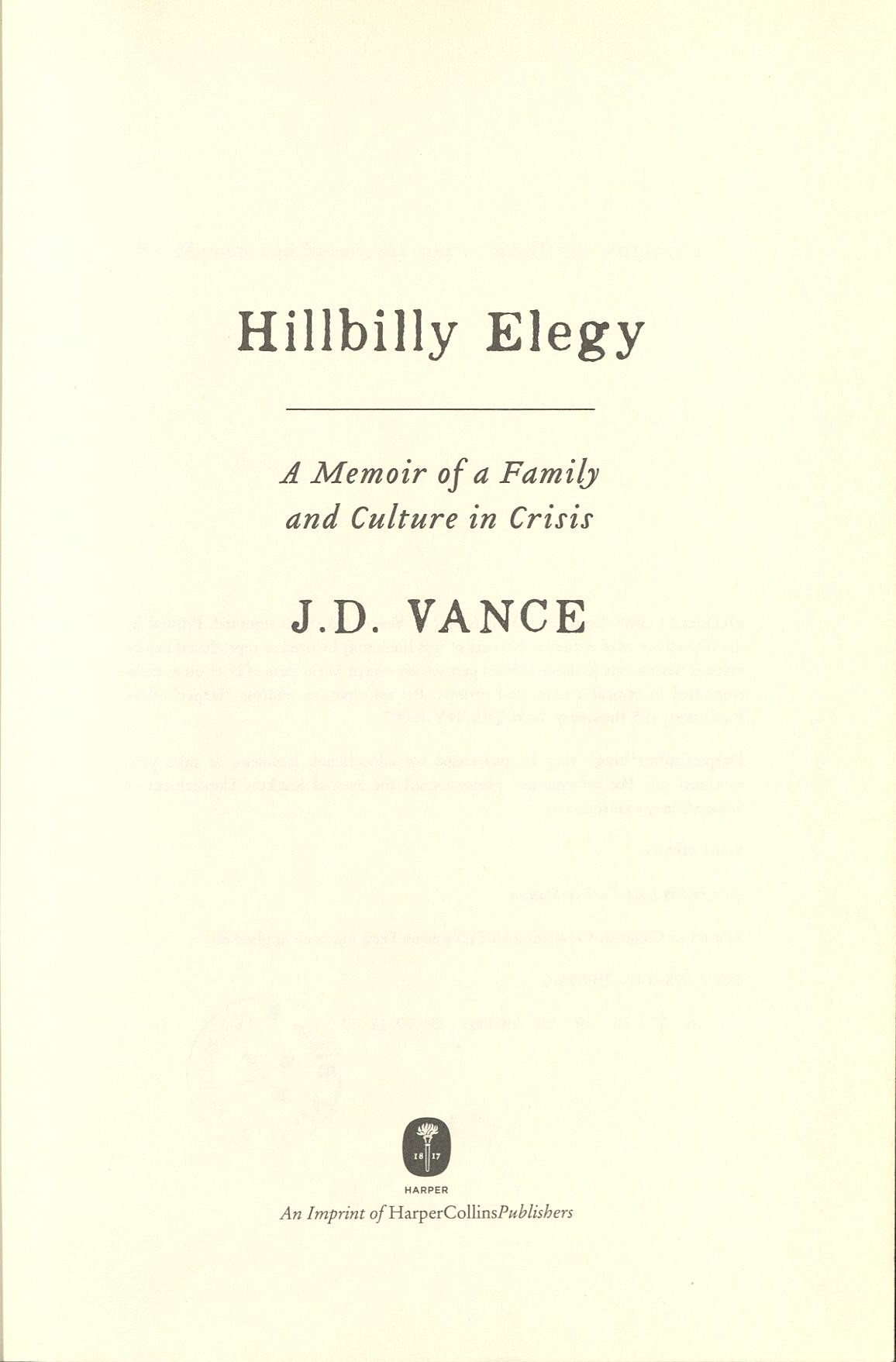
Titelblatt der Erstauflage (2016)

Hillbilly-Elegie. Die Geschichte meiner Familie und einer Gesellschaft in der Krise (Hillbilly Elegy: A Memoir of a Family and Culture in Crisis) ist ein 2016 erschienenes autobiografisches Buch des US-amerikanischen Unternehmers und republikanischen Politikers JD Vance, der seit Januar 2025 Vizepräsident der Vereinigten Staaten unter Präsident  Donald Trump ist.
2017 erschien das Buch auf Deutsch beim Ullstein Verlag. Mitte 2024 war es vergriffen und wurde dort nicht mehr neu aufgelegt, weil man mit Vances Auftreten während des Präsidentschaftswahlkampfs nicht einverstanden war. Ende Juli 2024 wurde die deutsche Ausgabe vom Yes Verlag neu aufgelegt. 2020 war das Buch unter demselben Titel von Netflix verfilmt worden.

## Titel
Als Hillbilly werden in den USA oft abfällig Bewohner der ländlichen gebirgigen Gegenden wie den Appalachen und den Ozarks bezeichnet, ähnlich dem „Hinterwäldler“ oder dem „Landei“. Der Ausdruck Elegie bezeichnet ein Gedicht, das nach heutigem Verständnis meist traurige, klagende Themen zum Inhalt hat und von einer schwermütigen Grundstimmung dominiert wird. Die Begrifflichkeit ist jedoch, besonders in der englischen Literatur, schlecht definiert und wird manchmal als Sammelbegriff verwendet, um Texte mit einem düsteren oder pessimistischen Ton zu bezeichnen.

## Inhalt
In seinem autobiografischen Buch, das im englischen Original die Gattungsbezeichnung Memoir trägt, beschreibt Vance, der seit Januar 2025 US-Vizepräsident ist, das Leben von Menschen aus der Arbeiterklasse anhand der Geschichte seiner weißen Unterschichtsfamilie. Vance wuchs in der Industriestadt Middletown im Rust Belt in Ohio auf, nennt jedoch in seinem Buch das Haus seiner Urgroßmutter in Jackson in Kentucky, einer Kleinstadt mit damals rund 2600 Einwohnern in der Bergbauregion im Südosten, sein Zuhause.
Die Familiengeschichte beginnt im Nachkriegsamerika. Seine Großeltern zogen in den 1940er-Jahren aus Jackson in den Appalachen Kentuckys nach Ohio, um der Armut zu entkommen und dort in einer großen Stahlfabrik einige hundert Kilometer nördlich in Middletown ihr Glück zu machen. Ihrer sozialen Herkunft in Kentucky und bestimmten ethnischen und charakterlichen Prägungen konnten sie jedoch nicht entkommen und blieben mit vielen anderen „Hill People“ unter sich.
Vance wurde 1984 geboren. Weil seine Mutter mehr und mehr den Drogen verfiel und sein Vater ihn zur Adoption freigegeben hatte, wuchs er bei James und Bonnie Vance auf, seinen Großeltern mütterlicherseits, die er Mamaw und Papaw nannte. For Mamaw and Papaw, my very own hillbilly terminators lautet auch die Widmung des Buches. Sie ermöglichten ihm ein Jura-Studium an der Yale Law School. 
Dennoch trage Vance „immer noch die Dämonen seiner chaotischen Familiengeschichte“ mit sich herum. Er schreibt seine Karriere auch seinem Militärdienst zu, der seinem Leben die Struktur gegeben habe, die er brauchte, um erfolgreich zu sein. Die letzten drei Jahre vor seinem High-School-Abschluss wohnte er bei der Großmutter, und obwohl er gute Noten hatte, entschied er sich, zunächst zu den Marines zu gehen: „Vier Jahre bei den Marines, sagte ich mir, würden mir helfen, der Mensch zu werden, der ich sein wollte“, so Vance.

## Rezeption
Das Buch erschien im Juni 2016 während Trumps Wahlkampf vor der US-Präsidentschaftswahl am 8. November 2016. Im Juli 2016 gelangte das Buch an die Spitze der Bestsellerliste der New York Times und stand dort im Januar 2017 erneut auf Platz eins. Im Februar 2017 waren über 700.000 Exemplare von Buch und digitaler Ausgabe verkauft worden.
Auf Deutsch erschien das Buch 2017 in der Übersetzung von Gregor Hens im Ullstein-Verlag unter dem Titel Hillbilly-Elegie - Die Geschichte meiner Familie und einer Gesellschaft in der Krise. Als im Juli 2024 die Nachfrage wegen der Nominierung des Autors für das Amt des US-Vizepräsidenten wieder stark anzog und das Buch nicht mehr lieferbar war, entschied sich der Ullstein Verlag gegen eine Neuauflage und gab die Rechte an den Autor zurück. Als Begründung wurde angeführt, dass dieser inzwischen „eine aggressiv-demagogische, ausgrenzende Politik“ vertrete. Vance hatte sich in der Zwischenzeit vom Trump-Gegner zum Trump-Unterstützer gewandelt. Die frei gewordene Lizenz erwarb der Yes Verlag, der das Buch in der alten Übersetzung und Aufmachung erneut auf den Markt brachte.
Der Roman sei „eine dringende und beunruhigende Meditation über den Verlust des amerikanischen Traums für einen großen Teil dieses Landes“ geworden, so Gerrit Bartels vom Tagesspiegel. Jörg Magenau von Deutschlandfunk Kultur erklärt, in den USA sei das Buch zu einem Bestseller geworden, weil es verständlicher machen möchte, was die Trump-Wählerschaft antreibt und warum sie in diesem „pöbelnden Sexisten“ einen der ihren erkennt. Vor allem aber sei es eine Aufsteigergeschichte, denn Vance sei als erfolgreicher Investor seiner Vergangenheit entkommen, was nur wenigen gelinge, die aus einer Kindheit voller Gewalt kommen, mit einer drogensüchtigen Mutter und ständig wechselnden Männern an ihrer Seite.
Der deutsche Bundeskanzler Olaf Scholz sagte 2023 auf die Frage der Süddeutschen Zeitung, ob das Buch ihn, wie berichtet worden sei, zu Tränen gerührt habe:

„Ja, es ist eine ganz berührende persönliche Geschichte, wie sich ein junger Mann mit schlechten Startbedingungen durchschlägt. Leider kann man darüber heute mit dem Autor wohl nicht mehr diskutieren, fürchte ich. Darin besteht die Tragik: Von einem selbsterklärten konservativen Gegner Donald Trumps, der messerscharf die Ungerechtigkeiten der amerikanischen Gesellschaft analysiert und für sich nur mit Glück und seiner Militärlaufbahn einen Ausweg findet, scheint sich Vance nun zu einem feurigen Befürworter dieses Rechtspopulisten gewandelt zu haben, um dessen Unterstützung zu erhalten – und selbst Senator zu werden.“

Klaus Bittermann lobte das Buch 2017 in der taz als eines der besten Sachbücher des Jahres und verglich es mit Rückkehr nach Reims von Didier Eribon. 2024, nachdem Vance von Trump als Running Mate nominiert worden war, revidierte er sein Urteil und schrieb, der Bucherfolg beruhe auf einer Sozialromantik, die sich mit Vance’ reaktionären Positionen als Trump-Vize in Einklang bringen lasse.

## Ausgaben
- Hillbilly Elegy: A Memoir of a Family and Culture in Crisis. Harper, New York 2016
  - Hillbilly-Elegie. Die Geschichte meiner Familie und einer Gesellschaft in der Krise. Übersetzt von Gregor Hens. Ullstein, Berlin 2017, ISBN 978-3-550-05008-4. (vergriffen)
  - Hillbilly-Elegie. Die Geschichte meiner Familie und einer Gesellschaft in der Krise. Übersetzt von Gregor Hens. Yes Publishing, 2024, ISBN 978-3-96905-364-5. (Softcover)